# Deshumanización

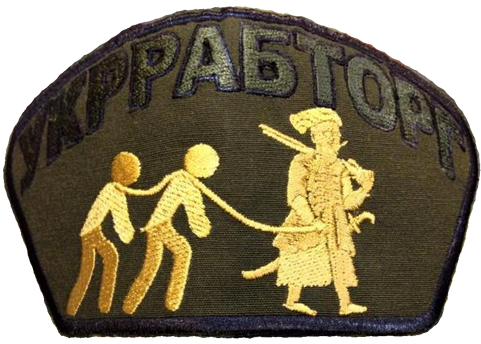
imagen deshumanizante

Deshumanización es un concepto utilizado en cuestiones relacionadas con las ciencias sociales y políticas. El término deshumanización define un proceso mediante el cual una persona o un grupo de personas pierden o son despojados de sus características humanas. Los procesos de deshumanización, de valoración ética habitualmente negativa, remiten inmediatamente a la noción de humanismo como contracara éticamente positiva.
Por otra parte, el concepto de deshumanización del arte fue originalmente desarrollado por el filósofo español José Ortega y Gasset para referirse a las corrientes artísticas de vanguardia de la primera mitad del siglo XX.

## Definición
El diccionario Merriam Webster define «deshumanización» como «privación de cualidades humanas, personalidad o espíritu».[cita requerida]
El diccionario de la Real Academia Española define «deshumanización» como la acción de «privar de caracteres humanos».

## La deshumanización como sistema de dominación. Deshumanización y poder
Los procesos de deshumanización están íntimamente relacionados con los sistemas de dominación y poder y con la manipulación de la cultura de masas o mainstream. En general los sistemas autoritarios de poder contienen procesos de deshumanización de las personas a ser dominadas.
Se han detectado procesos de deshumanización metódica como sistema de dominación en campos de concentración como los organizados por el nazismo, el franquismo, las dictaduras sudamericanas (Argentina entre 1976-1983 bajo Jorge Rafael Videla), los gulags soviéticos, etc. También se conoce que hay campos de concentración en la China actual. Asimismo, en los primeros años del siglo XXI se detectaron situaciones metódicas de deshumanización llevadas a cabo por fuerzas militares norteamericanas en Irak y en la prisión de Guantánamo.
El consumismo y el capitalismo también provoca estados de deshumanización generalizados, como han mostrado diversas variantes del experimento Milgram. Las relaciones humanas se convierten en relaciones de consumo y alienación y no se vuelven duraderas, sino de usar y tirar ya que las personas son reducidas al status indefenso de meras cosas pasivas mediante procedimientos de reificación. Al respecto Herbert Marcuse habló de El hombre unidimensional.
George Orwell en su novela 1984 desarrolla profundamente las relaciones entre los procesos de deshumanización, Estado autoritario y poder.

## Tecnología y deshumanización
Existe una amplia corriente de pensamiento que asocia el desarrollo de la tecnología con la deshumanización. Desde este enfoque en general se sostiene que la tecnología tiene el efecto de entorpecer las relaciones humanas aislando y alienando a las personas.
La histórica película Tiempos Modernos de Charles Chaplin es un alegato frente a la deshumanización y alienación del trabajador producido por la máquina y la forma intensiva de organización del trabajo en el mundo industrial. El escritor argentino Ernesto Sabato ha desarrollado ampliamente un pensamiento que cuestiona la sociedad tecnológica como fuente de una vida deshumanizada.